# Anathallis

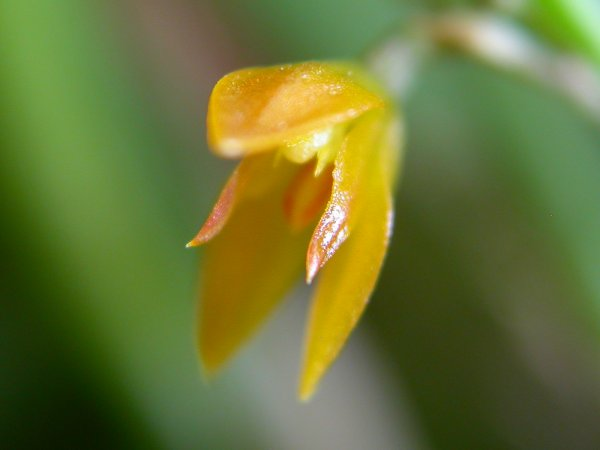
Anathallis brevipes

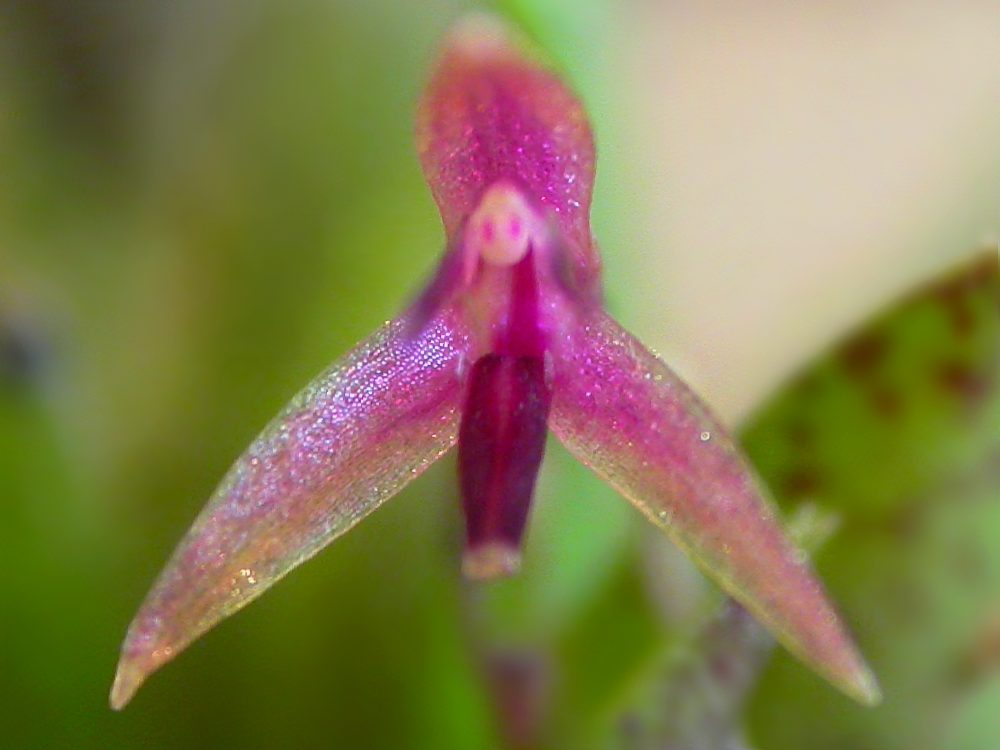
Anathallis welteri

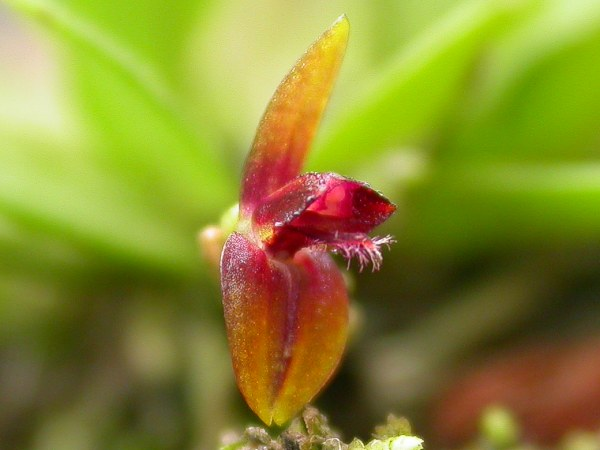
Anathallis rudolfii

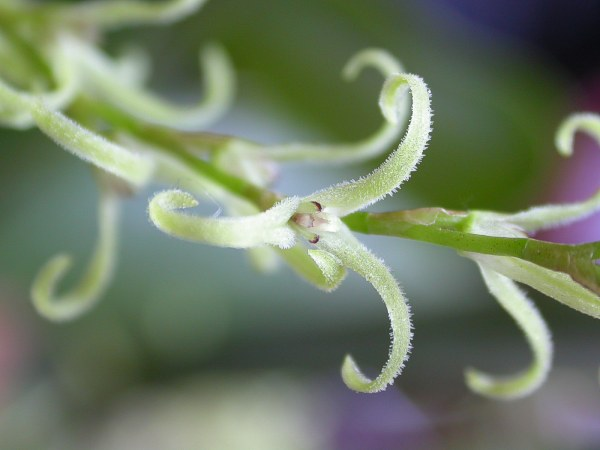
Anathallis schlerophylla

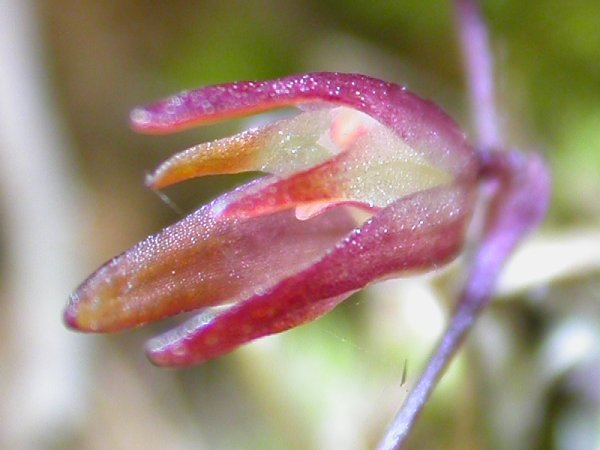
Anathallis graveolens

Anathallis – rodzaj roślin z rodziny storczykowatych (Orchidaceae) obejmujący ponad  150 gatunków. Rośliny z tego rodzaju występują w wilgotnych i mglistych lasach na wysokościach od 200 m do 2700 m n.p.m., rzadziej na wysokościach do 3000 m. Niektóre gatunki rosną w ściółce leśnej. 
Wszystkie gatunki występują w Ameryce Środkowej i Południowej: w Meksyku, Brazylii, na Kubie, Jamajce, Portoryko, Trynidadzie i Tobago, w Wenezueli, Kostaryce, Hondurasie, Nikaragui, Gujanie, Surinamie, Paragwaju, Boliwii, Kolumbii, Ekwadorze i Peru.
Niektóre gatunki uprawiane są przez hobbystów w warunkach domowych, ze względu na swój wygląd oraz rozmiary. 

## Morfologia
Gatunki z tego rodzaju są roślinami epifitycznymi lub naziemnymi. Liście eliptyczne, odwrotnie lancetowate lub jajowate. Kwiaty rozpostarte i niewielkich rozmiarów, działki błoniaste lub mięsiste.

## Systematyka
Rodzaj sklasyfikowany do podplemienia Pleurothallidinae w plemieniu Epidendreae, podrodzina epidendronowe (Epidendroideae), rodzina storczykowate (Orchidaceae), rząd szparagowce (Asparagales) w obrębie roślin jednoliściennych.
Wykaz gatunków
- Anathallis abbreviata (Schltr.) Pridgeon & M.W.Chase
- Anathallis adenochila (Loefgr.) F.Barros
- Anathallis adrianae (Luer & Sijm) Karremans
- Anathallis amazonica E.M.Pessoa & M.Alves
- Anathallis anfracta (Luer) Karremans
- Anathallis angulosa (Luer & Hirtz) Luer
- Anathallis angustilabia (Schltr.) Pridgeon & M.W.Chase
- Anathallis aristulata (Lindl.) Luer
- Anathallis attenuata (Rolfe) Pridgeon & M.W.Chase
- Anathallis barbulata (Lindl.) Pridgeon & M.W.Chase
- Anathallis bertoniensis (Hauman) Luer
- Anathallis bleyensis (Pabst) F.Barros
- Anathallis bocainensis (Porto & Brade) F.Barros & Barberena
- Anathallis bolsanelloi Chiron & V.P.Castro
- Anathallis brevipes (H.Focke) Pridgeon & M.W.Chase
- Anathallis burzlaffiana (Luer & Sijm) Luer
- Anathallis cabeceirensis C.R.M.Silva & Campacci
- Anathallis carnosifolia (C.Schweinf.) Pridgeon & M.W.Chase
- Anathallis caroli (Schltr.) F.Barros & Barberena
- Anathallis carvalhoi (Luer & Toscano) Luer
- Anathallis casualis (Ames) Pridgeon & M.W.Chase
- Anathallis caudatipetala (C.Schweinf.) Luer
- Anathallis ciliolata (Schltr.) Pridgeon & M.W.Chase
- Anathallis clandestina (Lindl.) Pridgeon & M.W.Chase
- Anathallis colnagoi (Pabst) F.Barros & L.R.S.Guim.
- Anathallis comayaguensis (Ames) Pridgeon & M.W.Chase
- Anathallis convallium (Kraenzl.) Karremans & Mel.Fernández
- Anathallis corticicola (Schltr. ex Hoehne) Pridgeon & M.W.Chase
- Anathallis crassapex Luer & Toscano
- Anathallis crebrifolia (Barb.Rodr.) Luer
- Anathallis cuspidata (Luer) Pridgeon & M.W.Chase
- Anathallis dalessandroi (Luer) Pridgeon & M.W.Chase
- Anathallis dantasii Luer, Toscano & Baptista
- Anathallis deborana (Carnevali & I.Ramírez) Carnevali & I.Ramírez
- Anathallis dryadum (Schltr.) F.Barros
- Anathallis duplooyi (Luer & Sayers) Luer
- Anathallis edmeiae F.J.de Jesus, Xim.Bols. & Chiron
- Anathallis endresii (Luer) Pridgeon & M.W.Chase
- Anathallis escalerensis (Carnevali & Luer) Luer
- Anathallis eugenii (Pabst) Baumbach & Rysy
- Anathallis fastigiata (Luer & Toscano) Luer
- Anathallis ferdinandiana (Barb.Rodr.) F.Barros
- Anathallis fernandiana (Hoehne) F.Barros
- Anathallis flammea (Barb.Rodr.) F.Barros
- Anathallis fractiflexa (Ames & C.Schweinf.) Luer
- Anathallis francesiana (Luer) Luer
- Anathallis funerea (Barb.Rodr.) Luer
- Anathallis gehrtii (Hoehne & Schltr.) F.Barros
- Anathallis gert-hatschbachii (Hoehne) Pridgeon & M.W.Chase
- Anathallis githaginea (Pabst & Garay) Pridgeon & M.W.Chase
- Anathallis globifera (Pabst) F.Barros & Barberena
- Anathallis gracilenta (Luer & R.Vásquez) Pridgeon & M.W.Chase
- Anathallis graveolens (Pabst) F.Barros
- Anathallis grayumii (Luer) Luer
- Anathallis greenwoodii Soto Arenas & Salazar
- Anathallis guarujaensis (Hoehne) F.Barros
- Anathallis guimaraensii (Brade) Luer & Toscano
- Anathallis gutfreundii Luer & Toscano
- Anathallis haberi (Luer) Solano & Soto Arenas
- Anathallis helmutii (Hoehne) F.Barros
- Anathallis heloisae F.J.de Jesus, M.R.Miranda & Chiron
- Anathallis herpetophyton (Schltr.) Luer
- Anathallis holstii (Carnevali & I.Ramírez) Luer
- Anathallis humilis (C.Schweinf.) Luer
- Anathallis imberbis (Luer & Hirtz) Luer
- Anathallis imbricata (Barb.Rodr.) F.Barros & F.Pinheiro
- Anathallis inversa (Luer & R.Vásquez) Luer
- Anathallis involuta (L.O.Williams) Solano & Soto Arenas
- Anathallis iota (Luer) Pridgeon & M.W.Chase
- Anathallis jamaicensis (Rolfe) Luer
- Anathallis johnsonii Luer & Toscano
- Anathallis jordanensis (Hoehne) F.Barros
- Anathallis kautskyi (Pabst) Pridgeon & M.W.Chase
- Anathallis kleinii (Pabst) Luer
- Anathallis klingelfusii Luer & Toscano
- Anathallis kuhniae (Luer) Luer
- Anathallis laciniata (Barb.Rodr.) Luer & Toscano
- Anathallis lasioglossa (Schltr.) Luer
- Anathallis lewisiae (Ames) Solano & Soto Arenas
- Anathallis lichenophila (Porto & Brade) Luer
- Anathallis linearifolia (Cogn.) Pridgeon & M.W.Chase
- Anathallis liparanges (Rchb.f.) Luer
- Anathallis lobiserrata (Barb.Rodr.) Luer & Toscano
- Anathallis luteola Toscano
- Anathallis malmeana (Dutra ex Pabst) Pridgeon & M.W.Chase
- Anathallis manausensis Krahl, Valsko & Chiron
- Anathallis marginata (Barb.Rodr.) F.Barros & Barberena
- Anathallis megaloophora (Luer) Pridgeon & M.W.Chase
- Anathallis microblephara (Schltr.) Pridgeon & M.W.Chase
- Anathallis microphyta (Barb.Rodr.) C.O.Azevedo & Van den Berg
- Anathallis microtis (Schltr.) Karremans
- Anathallis miguelii (Schltr.) Pridgeon & M.W.Chase
- Anathallis millipeda (Luer) Luer
- Anathallis minima (C.Schweinf.) Luer
- Anathallis minutalis (Lindl.) Pridgeon & M.W.Chase
- Anathallis montipelladensis (Hoehne) F.Barros
- Anathallis muricaudata (Luer) Pridgeon & M.W.Chase
- Anathallis muscoidea (Lindl.) F.Barros & Barberena
- Anathallis nanifolia (Foldats) Luer
- Anathallis napintzae (Luer & Hirtz) Karremans
- Anathallis nectarifera Barb.Rodr.
- Anathallis oblanceolata (L.O.Williams) Solano & Soto Arenas
- Anathallis obovata (Lindl.) Pridgeon & M.W.Chase
- Anathallis ordinata (Luer & Dodson) Luer
- Anathallis ourobranquensis Campacci & Menini
- Anathallis ova-trochilorum Luer & Toscano
- Anathallis pabstii (Garay) Pridgeon & M.W.Chase
- Anathallis pachyphyta (Luer) Pridgeon & M.W.Chase
- Anathallis paranapiacabensis (Hoehne) F.Barros
- Anathallis paula Luer & Toscano
- Anathallis pemonum (Carnevali & I.Ramírez) G.A.Romero, Carnevali & Toscano
- Anathallis peroupavae (Hoehne & Brade) F.Barros
- Anathallis petersiana (Schltr.) Pridgeon & M.W.Chase
- Anathallis petropolitana (Hoehne) Luer & Toscano
- Anathallis pilipetala Luer & Toscano
- Anathallis piratiningana (Hoehne) F.Barros
- Anathallis polygonoides (Griseb.) Pridgeon & M.W.Chase
- Anathallis pubipetala (Hoehne) Pridgeon & M.W.Chase
- Anathallis pusilla (Barb.Rodr.) F.Barros
- Anathallis puttemansii (Hoehne) F.Barros
- Anathallis rabei (Foldats) Luer
- Anathallis radialis (Porto & Brade) Pridgeon & M.W.Chase
- Anathallis recurvipetala (Barb.Rodr.) Luer & Toscano
- Anathallis reedii (Luer) F.Barros
- Anathallis reptilis (Luer & Dalström) Luer
- Anathallis ricii (Luer & R.Vásquez) Luer
- Anathallis roseopapillosa E.M.Pessoa & Valsko
- Anathallis rubrolimbata (Hoehne) Luer & Toscano
- Anathallis rudolfii (Pabst) Pridgeon & M.W.Chase
- Anathallis sanchezii (Luer & Hirtz) Luer
- Anathallis sansoniana Chiron & Guiard
- Anathallis seidelii Luer, Toscano & Baptista
- Anathallis sertularioides (Sw.) Pridgeon & M.W.Chase
- Anathallis simpliciglossa (Loefgr.) Pridgeon & M.W.Chase
- Anathallis smaragdina (Luer) Pridgeon & M.W.Chase
- Anathallis sororcula (Schltr.) Luer
- Anathallis spannageliana (Hoehne) Pridgeon & M.W.Chase
- Anathallis steinbuchiae (Carnevali & G.A.Romero) Luer
- Anathallis subnulla (Luer & Toscano) F.Barros
- Anathallis taracuana (Schltr.) F.Barros & Barberena
- Anathallis tigridens (Loefgr.) Luer & Toscano
- Anathallis transtalamancana Karremans & Chinchilla
- Anathallis trullilabia (Pabst) F.Barros
- Anathallis vasconcelosiana Campacci & C.R.M.Silva
- Anathallis velvetina Luer & Toscano
- Anathallis vestita (Kraenzl.) Pridgeon & M.W.Chase
- Anathallis vitorinoi (Luer & Toscano) Luer & Toscano
- Anathallis welteri (Pabst) F.Barros
- Anathallis ypirangae (Kraenzl.) Pridgeon & M.W.Chase